# Chamorrski jezik
Chamorro jezik (tjamoro; izgovor čamoro; ISO 639-3: cha), jezik naroda Chamorro s otoka Guam i dijelom na Sjevernomarijanskim Otocima. Govori ga preko 76 000 ljudi, od čega 62 500 na Guamu (1991 Bender and Rehg) i 14 205 na Sjevernomarijanskim Otocima (1990), uglavnom na Saipanu i nešto na ostalima Rota (1 502; 1990), i Tinian (1 231; 1990).
Čini zasebnu skupinu unutar malajsko-polinezijskih jezika.

## Vanjske poveznice
- Ethnologue (14th)
- Ethnologue (15th)

- Rafael Rodríguez-Ponga. Del español al chamorro: Lenguas en contacto en el Pacífico. Madrid, 2009, Ediciones Gondo, www.edicionesgondo.com